# Гаррі Поттер і філософський камінь (гра)
Harry Potter and the Philosopher's Stone (укр. Гаррі Поттер і Філософський камінь) — відеогра, розроблена компаніями KnowWonder (версія для ПК), Argonaut Games (версія для PlayStation), Warthog Games (версії для GameCube, Xbox, PlayStation 2) і Griptonite Games (версії для Game Boy Advance і Game Boy Color); також існує спрощена версія для мобільних телефонів. Видавцем гри є компанія Electronic Arts спільно з Warner Bros. Interactive Entertainment.

## Ігровий процес
Ігровий процес гри представлений у вигляді аркади з видом від третьої особи, поєднуючи в собі елементи квесту. Між обов'язковими сюжетними завданнями гравець може вивчати секрети замку або брати участь в турнірах з квідичу.
Версії гри для різних платформ були розроблені різними компаніями, тому побудова сюжету і завдання в кожній версії гри можуть відрізнятися.

## Розробка
Гаррі Поттер і філософський камінь заснована на однойменній історії та завдяки співпраці з Warner Bros. у грі також використані декорації та оточення з екранізації. Версія для ПК була розроблена компанією KnowWonder і побудована на рушії Unreal Engine, що дозволило їй працювати як у програмному, так і в апаратному прискореному режимах. EA отримала права на ігри про Гаррі Поттера в серпні 2000 р. Виконавчий продюсер гри Кріс Грем заявив, що гра була орієнтована на дітей віком від восьми до чотирнадцяти років завдяки своєму заснованому на головоломках ігровому процесу. Версія для PlayStation була розроблена компанією Argonaut як екшен-платформа, яка інтегрувала 3D-середовище в ігровий процес, використовуючи ігровий рушій, який вони раніше розробили для ігор про крокодилів.
Філософський камінь був вперше показаний на ПК на виставці E3 у травні 2001 р. Через кілька місяців, 13 листопада 2001 р., за кілька днів до виходу фільму на екрани 16 листопада, вийшов прес-реліз, в якому зазначалося, що гра вийде одночасно з однойменною екранізацією.
Джеремі Соул написав музику до «Філософського каменя». Саундтрек вийшов у цифровому вигляді в 2006 році, але відтоді був вилучений з продажу.

## Сюжет
Сюжет гри, аналогічно сюжетам однойменної книги або фільму, оповідає про те, як одинадцятирічний хлопчик на ім'я Гаррі Поттер потрапив у школу чарівництва Гоґвортс.

### Персонажі
- Гаррі Поттер — головний герой, одинадцятирічний чарівник, учень першого курсу школи Гоґвортс.
- Рон Візлі і Герміона Ґрейнджер — друзі Гаррі, супроводжують його по ходу гри.
- Фред і Джордж Візлі — брати Рона, продають колекційні картки.
- Невіл Лонґботом — однокласник Гаррі.
- Альбус Дамблдор — директор Гоґвортсу.
- Професор Мінерва Макґонеґел — декан факультету Ґрифіндор та викладач трансфігурації.
- Професор Квірел — викладач Захисту від Темних Мистецтв.
- Професор Северус Снейп — викладач Зіллєваріння.
- Професор Помона Спраут — викладач Травології.
- Професор Філіус Флитвік — викладач Заклинань.
- Драко Мелфой — учень Слизерину.
- Рубеус Геґрід — лісничий і хранитель ключів Гоґвортсу.
- Арґус Філч — завгосп Гоґвортсу. Охоронець забороненого коридору.

### Завдання
| Місце                                   | Завдання                                                                                     | Карток | Секретних зон              |
| --------------------------------------- | -------------------------------------------------------------------------------------------- | ------ | -------------------------- |
| Головний вхід Гоґвортсу                 | Ознайомитися з замком, відвідати урок Захисту від Темних мистецтв.                           | 1      | «Таємниця Фреда і Джорджа» |
| Урок Фліппендо                          | Успішно виконати випробування.                                                               | Немає  | 3                          |
| Урок польотів з мадам Трюк.             | Пролетіти через кільця.                                                                      | 1      | 1                          |
| Урок Вінгардіум Левіоса                 | Сходити на урок професора Флитвіка; успішно виконати випробування.                           | 2      | 7                          |
| Другий поверх                           | Пройти до теплиць.                                                                           | 3      | 3                          |
| Гоґвортс                                | Відвідати урок Травології з професором Спраут.                                               | 2      | 7                          |
| Теплиці                                 | Успішно виконати завдання.                                                                   | 1      | 1                          |
| Урок Інсендіо                           | Успішно виконати завдання.                                                                   | 1      | 2                          |
| Ґогвартс                                | Відвідати другий урок польотів у Ґогвортсі.                                                  | Немає  |                            |
| Переслідування                          | Змусити Мелфоя повернути «нагадувалку» Невілла Лонгботома.                                   | Немає  | Немає                      |
| Гоґвортс / Узлісся                      | Дістатися до хатини Гегріда.                                                                 | 2      | 7                          |
| Печери насіння                          | Зібрати насіння для Гегріда.                                                                 | 2      | 8                          |
| Матч з квідичу: Грифіндор — Слизерин    | Будучи ловцем зловити снітч.                                                                 | Немає  | Немає                      |
| Головний вхід Гоґвортсу                 | Оглянути; відвідати урок Захисту від Темних мистецтв.                                        | 1      | 4                          |
| Урок Люмос                              | Успішно виконати випробування.                                                               | 1      | 4                          |
| Другий поверх                           | Знайти аудиторію Зіллєваріння в підземеллях.                                                 | 2      | 2                          |
| Підземелля                              | Знайти всі інгредієнти для зілля.                                                            | 2      | 4                          |
| Головний вхід Гоґвортсу.                | Пошуки Герміони.                                                                             | Немає  |                            |
| Коридор у Жіночому туалеті              | Погоня від троля.                                                                            | Немає  | Немає                      |
| Матч з квідичу: Ґрифіндор — Рейвенклов  | Будучи ловцем зловити снітч.                                                                 | Немає  | Немає                      |
| Вгору у вежу                            | Зустрітися з братом Рона, Чарлі. Пройти по нічному замку в мантії-невидимці, уникаючи Філча. | 1      | 1                          |
| Вниз з башти                            | Спуститися з вежі, уникаючи Філча і Місіс Норріс.                                            | 1      | 1                          |
| Заборонений коридор. Диявольські сильця | Не дати Снейпу заволодіти філософським каменем.                                              | 1      | Немає                      |
| Літаючі ключі                           | Спіймати ключ.                                                                               | Немає  | Немає                      |
| Шахи                                    | Перемогти шахові фігури.                                                                     | Немає  | Немає                      |
| Остання битва                           | Заключний епізод.                                                                            | Немає  | Немає                      |

### Квідич
Квідич — спортивна гра у світі чарівників, в неї грають на літаючих мітлах чотирма м'ячами. Троє загоничів намагаються потрапити в кільця, червоним м'ячем, який називається квафел. Воротар охороняє ці кільця. Також, над полем на величезній швидкості гасають сині бладжери і намагаються збити гравців з мітел. Двоє відбивачів відбивають ці бладжери в гравців супротивника. Снич — найменший м'яч, який літає, як йому заманеться. Ловець команди має його спіймати, тоді гра закінчується, і команда отримує 150 очок.
Безпосередньо в грі існують 2 матчі, але в ігровому меню можна вибрати турнір на 6 матчів: по черзі команда Грифіндору двічі зіграє з кожною командою факультетів: Рейвенклов, Гафелпаф і Слизерин.

### Вороги
- Вогняний краб — вивергає вогонь зі своєї задньої частини.
- Помаранчеві равлики (яскравоповз) — залишають за собою слід з слизу, яка забирає життя у головного героя.
- Докси — маленькі літаючі чоловічки, які, побачивши головного героя, можуть його вкусити.
- Гном — маленький чоловічок з шишкоподібною головою, схожий на картоплину.
- Диявольські Силки — можуть поранити героя.
- Колючка звичайна — зелена куля з рослинності, що стріляє шипами в тих, хто до неї наблизиться.
- Пекуча антенніца (отруйна тентакула) — жива рослина, що являє собою спрямовану вгору пащу зі щупальцями-ніжками і бойовими «щелепами».

### Заклинання, використовувані в грі
- Фліпендо — штовхає речі і збиває з ніг деяких ворогів.
- Алохомора — відкриває скрині, двері і тайники (немає у версії для PSOne).
- Вінгардіум Левіоса — заклинання левітації, підіймає предмети.
- Інсендіо — розриває мотузки, павутину, коріння і зарості дерев, загороджують шлях (у версії для PSOne змушує рослини засихати).
- Люмос — показує предмети (або секретні ходи), які приховані від людських очей, а також висвітлює простір навколо чарівної палички. (Немає на PSOne)
- Вердіміліус — використовується у версії для PSOne, так само «Люмос» з ПК-версії.
- Заклинання зеленого кольору, яку використовують Волдеморт і Квіррелл, ранить Гаррі Поттера (жодного разу не вимовляється). Можливо, Авада Кедавра.

### Бонуси
- Скрині з бонусами — у них може перебувати все, що завгодно: від цукерок Берті Боттс і колекційних карток, до полтергейста Півза.
- Шоколадна жаба — ласощі, що додають здоров'я Гаррі.
- Блискавка — символізує здоров'я Гаррі.
- Колекційні картки — картки із зображенням великих чарівників. Одні картки доведеться шукати, інші дадуть близнюки Візлі (за винятком того що дасть Гегрід при виконанні його місії).
- Котли — в них знаходяться цукерки Берті Ботсс.
- Збруя лицарів і статуї чарівників — при чаклунстві можуть викидати боби або чарівні картки.